# Adriaen Brouwer
Adriaen Brouwer (asi 1605, Oudenaarde – leden 1638, Antverpy) byl vlámský malíř.

## Život
Malířství nejspíše vystudoval u svého otce, návrháře tapisérií. V šestnácti odešel do Antverp, pak studoval v dílně Franse Halse v Haarlemu. Okolo roku 1621 působil v Amsterdamu, roku 1631 se vrátil do Antverp, kde strávil zbytek života jako řemeslný malíř a byl členem cechu sv. Lukáše.
Roku 1633 byl uvězněn. Důvod věznění je nejasný. Možná byly příčinou daňové úniky, v úvahu však připadá i obvinění ze špionáže pro Nizozemskou republiku. Jeho obrazy měli ve své sbírce Rubens i Rembrandt. Někteří životopisci dávají jeho smrt do souvislosti se zneužíváním alkoholu. Jiní tvrdí, že příčinou smrti byla epidemie moru. K důkazům patří i pohřbení do společného hrobu.

## Dílo
Byl inovátorem žánrových obrázků prostých lidí, rolníků, vojáků a podobně například při zábavě v hospodách, při pití alkoholu, při kouření či hraní hazardních her. Na jeho obrazech nechybí emoce, agrese, bitky, konflikty, podivné výrazy obličeje. Tomuto druhu obrazů říkají odborníci tronie. Dodnes se odborníci a historikové umění neshodnou, zda obrazy nesou i morální poselství. V závěru života se věnoval krajinářství. Připisováno je mu dnes 60 dochovaných děl, většinou menších formátů. Autorství je ovšem často nejisté, neboť byl ve své době hojně napodobován.